# Carrefour des Roses
Het Carrefour des Roses is een gedenkplaats in de tot de West-Vlaamse gemeente Ieper behorende plaats Boezinge, gelegen nabij de Langemarkseweg.

## Geschiedenis
Nabij deze plaats vielen de slachtoffers van de eerste Duitse gasaanval op 22 april 1915. Het betrof een divisie oudere Franse soldaten (les Pépères) en een Algerijnse divisie.
Veel van de graven der slachtoffers waren reeds gerepatrieerd en begraven op de Franse begraafplaats Nécropole nationale de Notre-Dame de Lorette. Vooral de Bretonse overlevenden hadden behoefte aan een herdenkingsplek nabij de plaats waar de slachtoffers waren gevallen. Dit werd een stuk grond vlak bij herberg Het Verzet, waar het centrum van de Franse sector in 1915 was gelegen. Op de stafkaarten werd dit als Carrefour des Roses aangeduid. Het lag tijdens de Tweede Slag om Ieper vlak achter het front.
Een 16e-eeuwse Bretonse calvaire in roze graniet, afkomstig van Louargat, werd geschonken door een overlevende  van de gasaanval. Ook een aantal menhirs werden geschonken. Op de grootste menhir vindt men een oriëntatietafel. Ook werd een Bretons landschap nagemaakt met jeneverbesstruiken en brem. De site werd in 1929 ingewijd door oud-aalmoezenier en bisschop van Saint-Brieuc, mgr. Serrand.
Tijdens de Tweede Wereldoorlog verdwenen, tijdens een beschieting, beelden van Onze-Lieve-Vrouw en van Maria Magdalena. Deze werden jaren later weer terug bezorgd. In 1977 werd het -nu herstelde- herinneringskruis opnieuw ingewijd.
In 1990 werd het kruis beschadigd door een vallende populier. Het brak in 14 stukken en werd daarna weer hersteld.